# Jean Marie Okutu
Jean Marie Okutu Kouletio (Cotonú, Benín; 4 de agosto de 1988) es un atleta español de origen ghanés, especializado en el salto de longitud. Ha sido campeón de España en once ocasiones de esta modalidad.

## Biografía
Jean Marie Okutu nació en Cotonú, aunque su familia es natural de Ghana. Su padre, marinero, trabajaba entonces en ese puerto de Benín; posteriormente fue destinado a Marín (Pontevedra), en España, donde Jean Marie Okutu se trasladó a los 6 años.
Empezó a practicar atletismo en el club San Miguel de Marín y a los ocho años ingresó en la Sociedad Gimnástica de Pontevedra. Su primer éxito llegó en 2005, cuando se proclamó campeón de España en categoría juvenil, con un salto de 7,08 m.

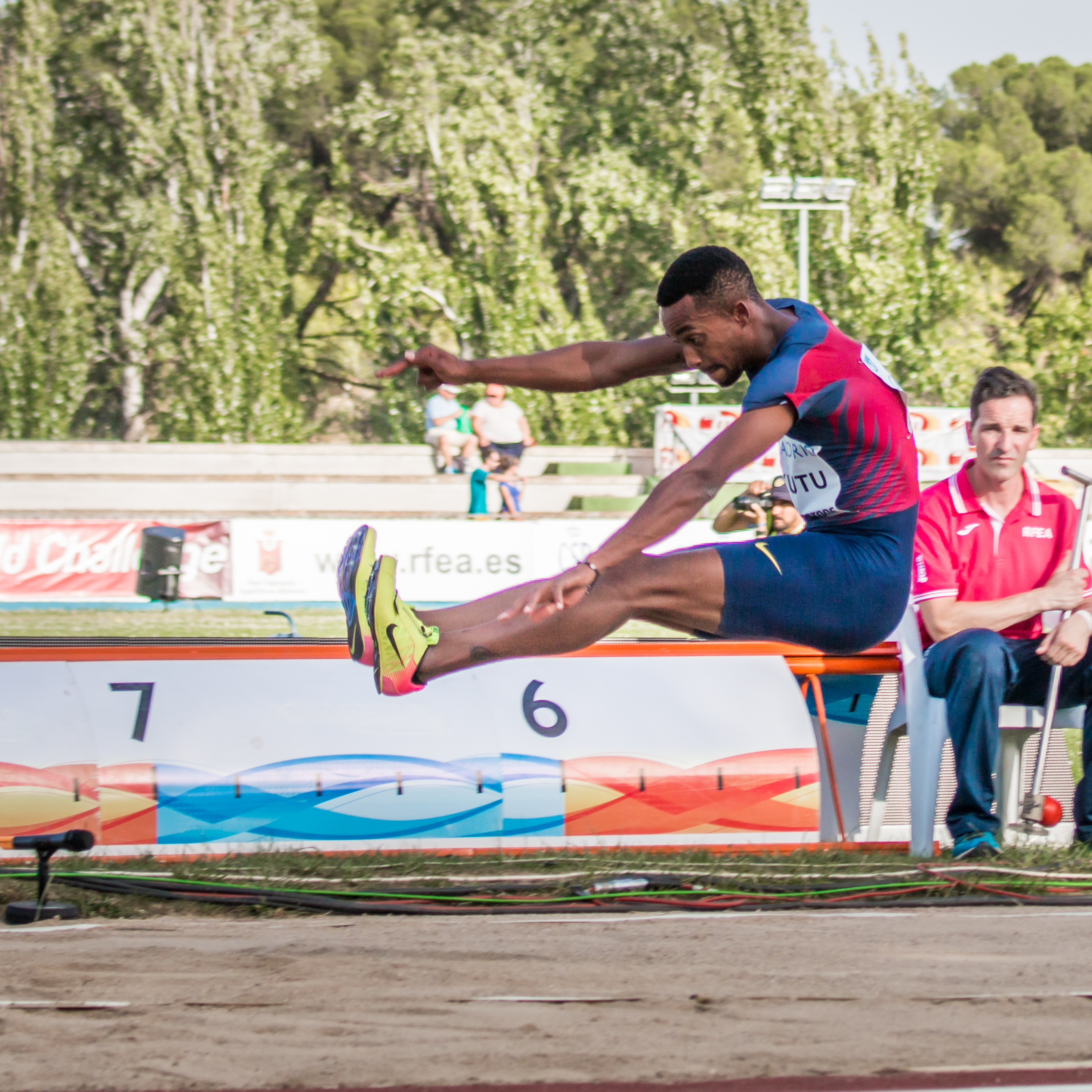
Jean Marie Okutu compitiendo en el Meeting Madrid 2017.

Okutu ha sido campeón de España absoluto de longitud al aire libre en tres ocasiones: 2009 (7.94 m.), 2011 (7,84 m.) y  2013 (7,76 m.). Ha conseguido también dos campeonatos nacionales en pista cubierta: 2013 y 2014. Su mejor resultado internacional hasta la fecha ha sido la medalla de plata en el Campeonato Iberoamericano de 2012.

## Historial internacional
| Año  | Evento                                                  | Lugar                   | Puesto | Marca   |
| ---- | ------------------------------------------------------- | ----------------------- | ------ | ------- |
| 2012 | Campeonato Iberoamericano de Atletismo                  | Barquisimeto, Venezuela | 2º     | 7,87 m. |
| 2013 | Campeonato Europeo de Atletismo en Pista Cubierta       | Gotemburgo, Suecia      | Q      | 7,65 m. |
| 2013 | Campeonato Europeo de Atletismo por Equipos (Superliga) | Gateshead, Reino Unido  | 5º     | 7,88 m. |

## Mejores marcas
| Prueba                             | Fecha      | Lugar         | Marca   | Marca |
| ---------------------------------- | ---------- | ------------- | ------- | ----- |
| Salto de longitud (aire libre)     | 10/07/2016 | Sierra Nevada | 8,17 m. |       |
| Salto de longitud (pista cubierta) | 21/02/2015 | Antequera     | 7,98 m. |       |

## Palmarés

### Internacional
- Campeonato Iberoamericano de Atletismo - Salto de longitud
  -  Plata (1): 2012

### Nacional

#### Absoluto
- Campeonato de España al aire libre - Salto de longitud (6): 2009, 2011, 2013, 2016, 2017 y 2018
- Campeonato de España de Atletismo en pista cubierta - Salto de longitud (5): 2013, 2014, 2015, 2016 y 2020

#### Promesa y júnior
- Campeonato de España promesa al aire libre - Salto de longitud (2): 2009 y 2010
- Campeonato de España juvenil al aire libre - Salto de longitud (1): 2010

### Galicia
- Campeonato de Galicia al aire libre - Salto de longitud (4): 2010, 2012, 2013 y 2014.